# Hydractinia areolata
Hydractinia areolata is een hydroïdpoliep uit de familie Hydractiniidae. De poliep komt uit het geslacht Hydractinia. Hydractinia areolata werd in 1862 voor het eerst wetenschappelijk beschreven door Alder. 